# Resolutie 934 Veiligheidsraad Verenigde Naties
Resolutie 934 van de Veiligheidsraad van de Verenigde Naties werd unaniem aangenomen op 30 juni 1994. Deze resolutie verlengde de UNOMIG-waarnemingsmissie in Abchazië met drie weken.

## Achtergrond
Op de golf van opkomend onafhankelijkheidsstreven van Georgië uit de Sovjet-Unie tegen het einde van de jaren 1980, streefde de Abchazische minderheid in de Abchazische autonome republiek de onafhankelijkheid na, uit angst de autonomie in Georgië te verliezen. Het leidde tot etnische spanningen met de Georgiërs, die in Abchazië de grootste bevolkingsgroep waren.
In 1992 kwam het tot een gewapend conflict, waarbij ook Rusland betrokken raakte, dat het voor de Abchaziërs opnam. Begin 1993 braken zware gevechten uit om de Abchazische hoofdstad Soechoemi. In de zomer van 1993 werd een staakt-het-vuren afgesproken en werd de UNOMIG-waarnemingsmissie opgericht. De val van Soechoemi in september 1993 leidde tot grootschalige etnische zuiveringen tegen de Georgische gemeenschap.

## Inhoud
De Veiligheidsraad:
- bevestigt de resoluties 849, 854, 858, 876, 881, 892, 896, 901 en 906;
- overwoog het rapport van secretaris-generaal Boutros Boutros-Ghali van 16 juni;
- herinnert aan zijn brief aan de secretaris-generaal;
- neemt nota van de brief van Rusland;
- merkt op dat de gesprekken kortelings zullen worden hervat;

1. verwelkomt het rapport;
2. is tevreden over de bijstand van het Gemenebest van Onafhankelijke Staten (GOS) in het conflict, op vraag van de partijen;
3. besluit om het mandaat van UNOMIG te verlengen tot 21 juli;
4. vraagt de secretaris-generaal op de hoogte te worden gehouden over de gesprekken tussen UNOMIG, de partijen en de GOS-vredesmacht;
5. bevestigt bereid te zijn om UNOMIG uit te breiden;
6. besluit om actief op de hoogte te blijven.

## Verwante resoluties
- Resolutie 901 Veiligheidsraad Verenigde Naties
- Resolutie 906 Veiligheidsraad Verenigde Naties
- Resolutie 937 Veiligheidsraad Verenigde Naties
- Resolutie 971 Veiligheidsraad Verenigde Naties (1995)

Lijst ·  893 ·  894 ·  895 ·  896 ·  897 ·  898 ·  899 ·  900 ·  901 ·  902 ·  903 ·  904 ·  905 ·  906 ·  907 ·  908 ·  909 ·  910 ·  911 ·  912 ·  913 ·  914 ·  915 ·  916 ·  917 ·  918 ·  919 ·  920 ·  921 ·  922 ·  923 ·  924 ·  925 ·  926 ·  927 ·  928 ·  929 ·  930 ·  931 ·  932 ·  933 ·  934 ·  935 ·  936 ·  937 ·  938 ·  939 ·  940 ·  941 ·  942 ·  943 ·  944 ·  945 ·  946 ·  947 ·  948 ·  949 ·  950 ·  951 ·  952 ·  953 ·  954 ·  955 ·  956 ·  957 ·  958 ·  959 ·  960 ·  961 ·  962 ·  963 ·  964 ·  965 ·  966 ·  967 ·  968 ·  969